# Vida Jerman
Vida Jerman (Zagreb, 28 mei 1939 – aldaar, 10 december 2011) was een Kroatisch actrice. Ze stond vooral bekend als vertegenwoordigster van de Esperanto-gemeenschap.
In juni 1997 werd ze toegevoegd aan de Orde van de Republiek voor haar verdienste als Kroatisch cultuurverspreidster in zowel binnen- als buitenland. 
- International Standard Name Identifier: 0000 0000 5415 6642
- Library of Congress Control Number: no2006084166
- Virtual International Authority File: 7149441
- WorldCat: E39PBJbM4bVkMDg4rjHvvyj9jC